# Lonja de Pescado del Cabanyal
La Lonja de Pescado del Cabanyal se encuentra situada en la calle Eugenia Viñes número 171, en la playa de las Arenas de Valencia (España). De estilo modernista valenciano, fue construida en 1904.

## Edificio
Se construyó en 1904 a instancias de la sociedad Marina Auxiliante, según proyecto del maestro de obras Juan Bautista Gosálvez Navarro para albergar un grupo de viviendas obreras y la lonja de pescado del barrio del Cabanyal. Constituye una amplia manzana típica del barrio del Cabanyal, paralela al mar.
Posee tres fachadas, una recayente a la calle Eugenia Viñes 171 en donde se construyeron las viviendas para la clase trabajadora, otra a la calle Peixcadors número 46 en donde se encuentra una de las fachadas y puertas de la lonja y otra a la calle Homens de la Mar, en cuyo número 26, se encuentra otra fachada y puerta principal de la antigua lonja, de un marcado estilo modernista valenciano. Esta última fachada requiere una intervención urgente debido a su mal estado de conservación.
La construcción consta de planta baja y una única altura construidas en ladrillo, con decoración sencilla. De momento, el edificio se ha salvado del derribo con motivo de la ampliación planeada en la avenida de Blasco Ibáñez.